# آلبرتو به‌یر
آلبرتو به‎‌یر، (فرانسوی: Alberto Baillères‎؛ ۲۲ اوت ۱۹۳۱ –  ۲ فوریهٔ ۲۰۲۲) کارآفرین، سرمایه‌دار و مدیر ارشد اجرایی مکزیکی بود، که در حال حاضر به‌عنوان مالک، مدیر عامل اجرایی و رئیس هیئت مدیره شرکت معدنی پنیولس فعالیت می‌کرد.
وی در ماه مارس ۲۰۱۴ با دارایی خالص ۱۲٫۴ میلیارد دلار، در فهرست مجله فوربز، در رتبه سوم از ثروتمندترین افراد مکزیک قرار گرفت.

## درگذشت
وی در ۲ فوریه ۲۰۲۲ در سن ۹۰ سالگی درگذشت.